# Чистий національний продукт
Чи́стий націона́льний проду́кт (ЧНП) (назва з 1993 р. - Чистий національний дохід (ЧНД) - Net National Income (NNI)) — це сумарний обсяг вартості всіх кінцевих товарів і послуг, які країна за певний проміжок часу зробила і спожила у всіх секторах свого національного господарства, за вирахуванням суми амортизації-вартості зношування основних фондів(обладнання, виробничих приміщень). Тому:
де А — амортизація.
Якщо з ЧНП відняти суму непрямих податків (ПДВ, акцизних податків), можна отримати значення національного доходу (НД). 
НД - це новостворена за рік вартість, що характеризує, що додало виробництво в даному році до добробуту суспільства. Це чистий заробітний дохід суспільства, цим пояснюється важливість і широке застосування НД у зіставному аналізі. У практиці розрізняють виробничий і використаний НД. Використаний НД - це виробничий НД за мінусом втрат (від стихійних лих, збитку при зберіганні т.д.) і зовнішнього сальдо.
З 1993 р. у Системі національних рахунків валовий національний продукт має назву "валовий національний дохід", отже ЧНП має назву "чистий національний дохід" - ЧНД.